# Subilla priapella
Subilla priapella is een kameelhalsvliegensoort uit de familie van de Raphidiidae. De soort komt voor in Turkije.
Subilla priapella werd voor het eerst wetenschappelijk beschreven door H. Aspöck et al. in 1982.